# Jasper Sitwell
Jasper Sitwell est un personnage de fiction appartenant à l'univers de Marvel Comics. Créé par le scénariste Stan Lee et le dessinateur Jack Kirby, il apparaît pour la première fois dans le comic book Strange Tales #144 de mai 1966. En France, il apparaît pour la première fois dans Strange no 2 de février 1970 qui traduit le comic book Iron Man vol.1 #2. Le personnage apparaît ensuite régulièrement dans les séries de comic books Nick Fury, Agent of S.H.I.E.L.D. et Iron Man.
Jasper Sitwell a été adapté à d'autres médias et est incarné par Maximiliano Hernández dans plusieurs films et courts métrages de l'univers cinématographique Marvel.

## Biographie du personnage
Jasper Sitwell travaille pour l'agence d'espionnage SHIELD, après avoir étudié et être sorti major de promo à la S.H.I.E.L.D. Academy. Au SHIELD, il travaille sous les ordres de Nick Fury et Dum Dum Dugan. Sitwell est ensuite affecté chez Stark Industries, comme agent de liaison entre l'entreprise et le SHIELD. Chez Stark, il affronte de redoutables ennemis comme la Gargouille grise, Spymaster ou encore AIM, et tombe amoureux de Whitney Frost.
Sitwell devient ensuite l'un des agents phares du SHIELD. Il fait partie de ceux qui refusent l'organisation H.A.M.M.E.R. de Norman Osborn à la suite de l'invasion des Skrull. Il rejoint le groupe des Howling Commandos mené par Dum Dum Dugan.

## Apparitions dans d'autres médias

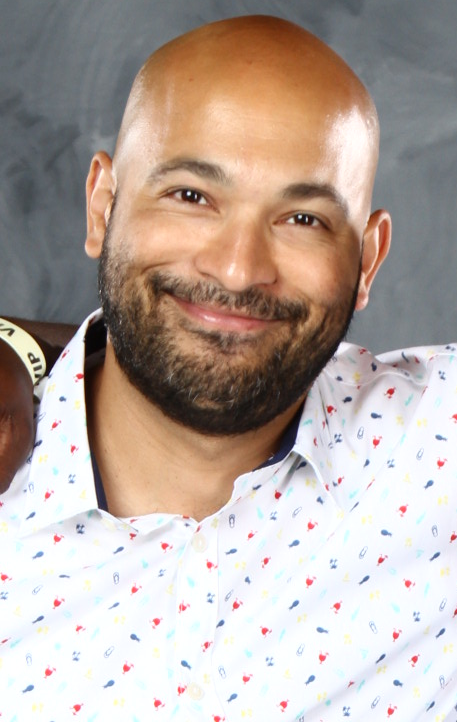
Maximiliano Hernández incarne Jasper Sitwell dans l'Univers cinématographique Marvel

Sauf indication contraire, les informations mentionnées dans cette section peuvent être confirmées par la base de données cinématographiques IMDb,  présente dans la section « Liens externes ».

### Films
Interprété par Maximiliano Hernández dans l'Univers cinématographique Marvel
- 2011 : Thor réalisé par Kenneth Branagh
- 2011 : Le Consultant (court métrage) réalisé par Leythum
- 2012 : Avengers réalisé par Joss Whedon – Sitwell est à bord de l’héliporteur du SHIELD et coordonne les équipes informatiques.
- 2012 : No 47 (court métrage) réalisé par Louis D’Esposito
- 2014 : Captain America : Le Soldat de l'hiver réalisé par Anthony et Joe Russo – Sitwell est l'un des otages de Batroc sur le Lemurian Star. Il est sauvé par Captain America et le S.T.R.I.K.E.. Après que Captain America et la Veuve Noire apprennent qu'HYDRA a infiltré le SHIELD, ils interrogent Sitwell, qui leur révèle les projets d'HYDRA. Il se fait tuer par le Soldat de l'hiver, qui l'envoie se faire écraser par un camion sur l'autoroute.
- 2019 : Avengers: Endgame réalisé par Anthony et Joe Russo - Sitwell apparait dans la scène de la bataille de New-York en 2012 lors du retour dans le passé d'une partie des Avengers. Il fait partie du groupe d'agents du SHIELD voulant récupérer le sceptre de Loki; mais Captain America, qui connait leur véritable allégeance, parvient à le conserver en leur faisant croire qu'il s'est rallié à HYDRA.

### Télévision
- 2011 : Avengers : L'Équipe des super-héros (série d'animation) - doublé en anglais par Tom Kane

Interprété par Maximiliano Hernández dans l'Univers cinématographique Marvel
- 2013 : Marvel : Les Agents du SHIELD (série télévisée)